# Semana de la Moda de París
La Semana de la Moda de París (en francés Semaine de la mode de Paris; conocida en inglés como Paris Fashion Week) es una feria de ropa celebrada dos veces al año en París, Francia, con eventos de primavera/verano y otoño/invierno que se celebra cada año. Las fechas son determinadas por la Federación Francesa de Moda. Actualmente, la Semana de la moda se celebra en el Carrousel du Louvre, así como en varios otros lugares en toda la ciudad.  
La Semana de la Moda de París forma parte de las cuatro grandes semanas de la moda mundiales, siendo los otros la Semana de la Moda de Londres, Semana de la Moda de Milán, y la Semana de la Moda de Nueva York. El calendario comienza con Nueva York, seguido de Londres, y luego en Milán y termina en París.  
En 2013, la Semana de la Moda de París (primavera/verano) comenzó el 26 de septiembre con Lucien Pellat Finet, y fue seguido por programas de las principales casas de moda como Guy Laroche, Dries Van Noten, Comme des Garçons, Christian Dior, Lanvin, Isabel Marant, Sonia Rykiel, Jean Paul Gaultier, Balenciaga, y más. Estos desfiles se celebran para mostrar las industrias de la moda y las distintas etiquetas que estarán lanzando y para aumentar las ventas de las marcas.
Además del espectáculo de Prêt-à-porter, hay muestras de alta costura para hombres, que se celebran dos veces al año para las temporadas primavera/verano y otoño/invierno.